# Rubus sibiricus
Rubus sibiricus là loài thực vật có hoa trong họ Hoa hồng. Loài này được Sinjkova miêu tả khoa học đầu tiên.